# Erisma maliforme
Erisma maliforme là một loài thực vật có hoa trong họ Vochysiaceae. Loài này được Link ex Warm. mô tả khoa học đầu tiên năm 1875.